# Giáo hoàng đối lập Pascalê III
Pascalê III là giáo hoàng đối lập từ 1164 đến 20 tháng 9 năm 1168.
Tên thật của ông là Guido của Crema. Paschal III là Giáo hoàng đối lập thứ hai trong thời gian trị vì của Giáo hoàng Alexander III. Năm 1164, sau khi Victor IV qua đời, một số nhỏ các hồng y tụ họp và bỏ phiếu bầu Paschal III làm người kế nhiệm. Ông được đăng quang tại Viterbo và đã thành công trong việc ngăn chặn sự chống đối từ Giáo hoàng hợp pháp ở Rôma.
Để giành được sự hỗ trợ nhiều hơn từ Hoàng đế Frederick Barbarossa, trong thời gian đương nhiệm của mình, ông đã phong thánh cho Charlemagne vào năm 1165. Giáo hội Công giáo chưa bao giờ được công nhận vị thánh này từ khi Paschal III là Giáo hoàng đối lập. Năm 1179, công đồng Lateran thứ III đã bãi bỏ tất cả các sắc lệnh do Paschal III công bố, bao gồm cả phong thánh. Tuy vậy Charlemagne vẫn được tỏ lòng tôn sùng, thậm chí người Công giáo và Prosper Guéranger còn đưa tên ông vào trong lời cầu nguyện.